# Mezőkeresztes
Mezőkeresztes este un oraș în districtul Mezőkövesd, județul Borsod-Abaúj-Zemplén, Ungaria, având o populație de 4.002 locuitori (2011). 

## Demografie
Componența etnică a orașului Mezőkeresztes
     Maghiari (94,31%)
     Romi (4,68%)
     Necunoscut (0,46%)
     Alții (0,54%)
Componența confesională a orașului Mezőkeresztes
     Romano-catolici (39,86%)
     Reformați (24,09%)
     Fără religie (10,79%)
     Necunoscută (24,36%)
     Alte religii (1,27%)
Conform recensământului din 2011, orașul Mezőkeresztes avea 4.002 locuitori. Din punct de vedere etnic, majoritatea locuitorilor (94,31%) erau maghiari, cu o minoritate de romi (4,68%). Apartenența etnică nu este cunoscută în cazul a 0,46% din locuitori. Nu există o religie majoritară, locuitorii fiind romano-catolici (39,86%), reformați (24,09%) și persoane fără religie (10,79%). Pentru 24,36% din locuitori nu este cunoscută apartenența confesională.